# Aveux
Aveux é uma comuna francesa na região administrativa de Occitânia, no departamento dos Altos Pirenéus. Estende-se por uma área de 3,08 km², Em 2010 a comuna tinha 43 habitantes (densidade: 14 hab./km²)..